# Digitaria andicola
Digitaria andicola är en gräsart som beskrevs av Gir.-cañas. Digitaria andicola ingår i släktet fingerhirser, och familjen gräs. Inga underarter finns listade i Catalogue of Life.